# Dudleya edulis
Dudleya edulis (Nutt.) Moran,  es una especie de planta suculenta perteneciente a la familia de las crasuláceas.

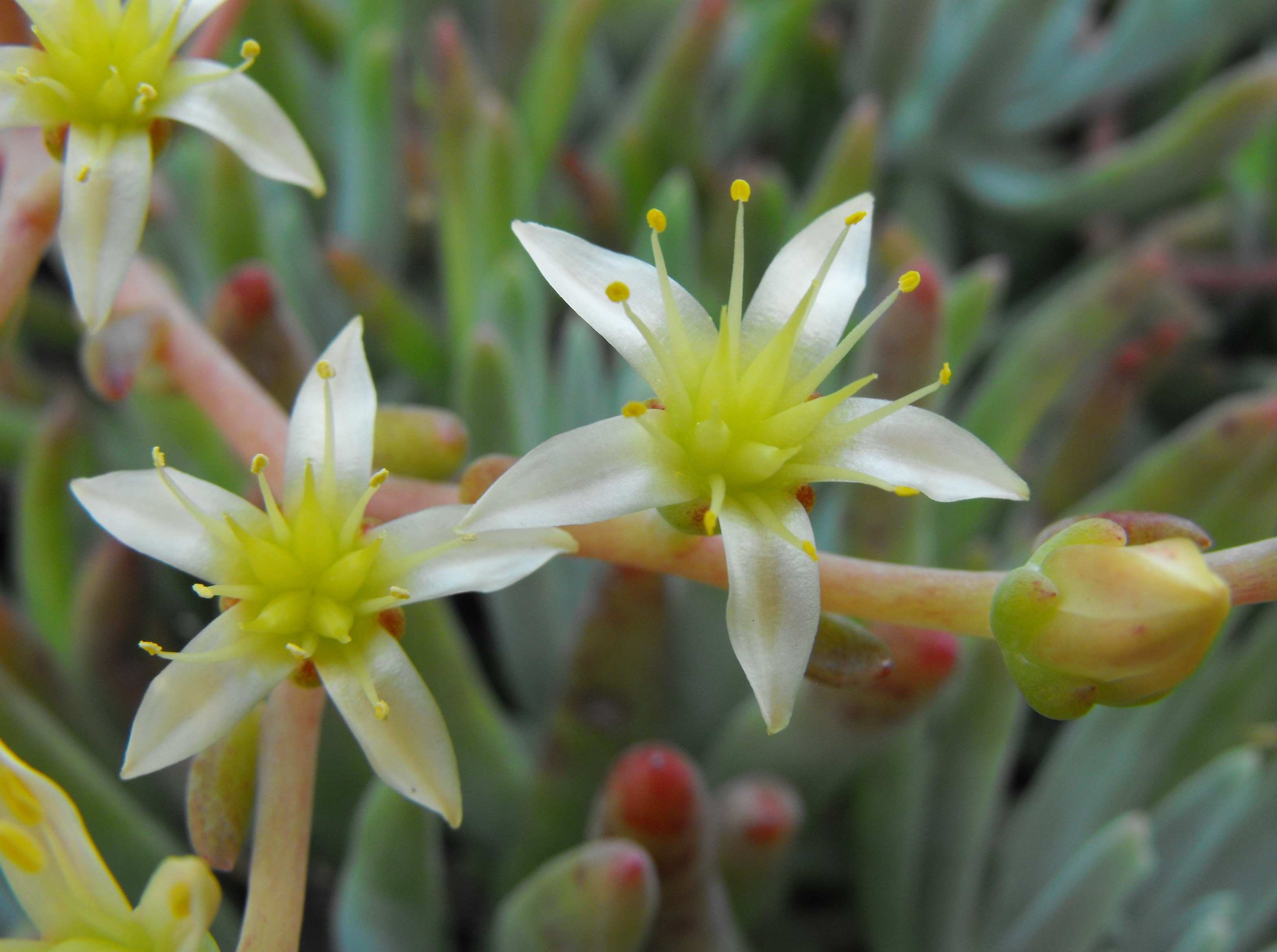
Detalle de la flor

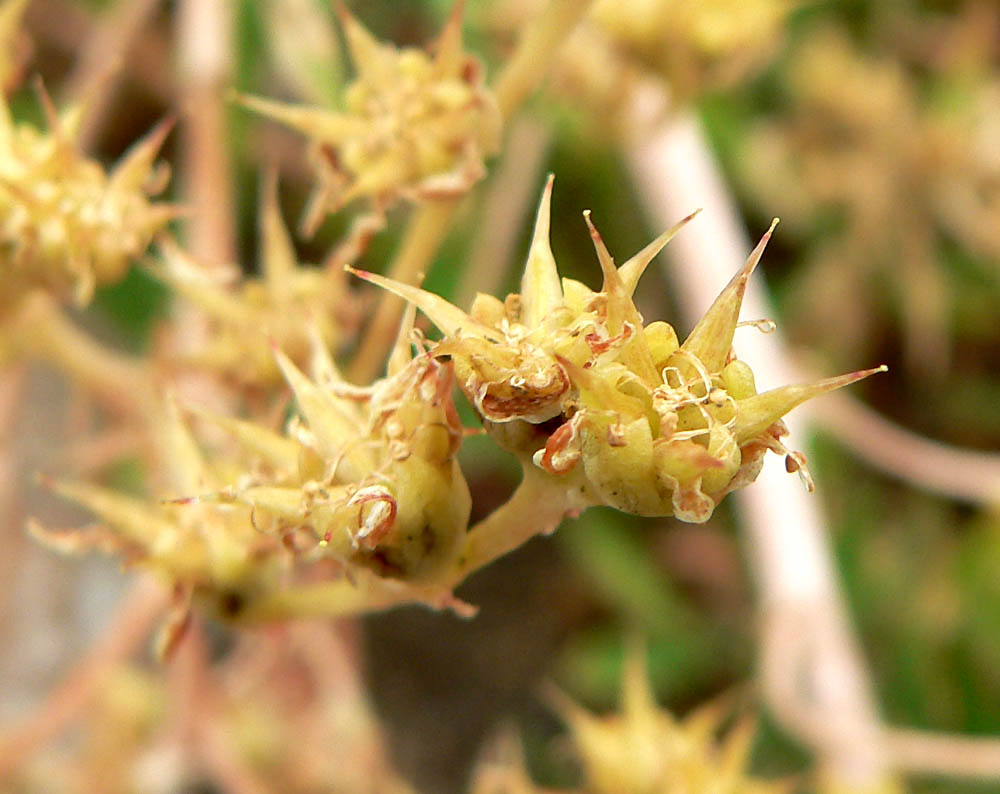
Detalle de la planta

## Distribución y hábitat
Esta planta es nativa del sur de California y Baja California, donde crece en zonas rocosas de la costa y las montañas del interior. 

## Descripción
Es una planta carnosa con hojas como serpientes creciendo verticalmente desde un caudex en o justo por debajo del nivel del suelo. Las hojas son de color verde pálido, cilíndricas y el aumento de hasta 20 centímetros de altura.  También tiene una ramificación de inflorescencia con varias ramas terminales, cada una con hasta 10 o 11 flores.  Las flores tienen pétalos blancos con cerca de un centímetro de largo y poseen un característico aroma a jazmín.

## Taxonomía
Dudleya edulis fue descrita por (Nutt.) Moran y publicado en Desert Plant Life 14(10): 191. 1942[1943].
Etimología
Dudleya: nombre genérico que fue nombrado en honor de William Russell Dudley, el primer director del departamento de botánica de la Universidad de Stanford.
edulis: epíteto latino que significa "comestible".
Sinonimia:
- Echeveria edulis (Nutt.) A.Berger
- Echeveria edulis Pursh
- Sedum edule Nutt.
- Stylophyllum edule (Nutt.) Britton & Rose[3]